# Allidiostomatinae
Allidiostomatinae (лат.) — подсемейство пластинчатоусых жуков (Scarabaeidae).

## Распространение
Подсемейство встречается в Южной Америке.

## Описание
Форма тела удлинённая, овальная. Лабрум (labrum) и мандибулы расположены за пределами клипеуса. 10-члениковые усики имеют опушенную 3-члениковую булаву.

## Классификация
Подсемейство включает всего один род и девять видов.
- Allidiostoma
  - Allidiostoma bosqui
  - Allidiostoma halffteri
  - Allidiostoma hirtum
  - Allidiostoma landbecki
  - Allidiostoma monrosmuntanolae
  - Allidiostoma ramosae
  - Allidiostoma rufum
  - Allidiostoma simplicifrons
  - Allidiostoma strobeli